# Seicercus burkii
Seicercus burkii là một loài chim trong họ Phylloscopidae.
Loài này được tìm thấy trong tiểu lục địa Ấn Độ, khác nhau trên khắp Bangladesh, Bhutan, Ấn Độ, Nepal và Pakistan.
Môi trường sống tự nhiên của chúng là rừng ẩm vùng đất thấp nhiệt đới hoặc cận nhiệt đới và rừng núi ẩm nhiệt đới hoặc cận nhiệt đới.